# Beleg van Schoonhoven (1575)
Het Beleg van Schoonhoven vond plaats in het Zuid-Hollandse Schoonhoven door de in Spaanse dienst staande stadhouder Gilles van Berlaymont en eindigde met de inname op 24 augustus 1575 tijdens de Tachtigjarige Oorlog.

## Achtergrond
Gilles van Berlaymont was een veldheer in dienst van het Spaans bestuur van de Nederlanden. Hij had met zijn leger twee weken eerder Oudewater zeer bloedig weer ingenomen, hetgeen als een lopend vuurtje rondging, zo ook in Schoonhoven, waar de bevolking overigens katholiek was. Behalve het Staatse garnizoen, bestond de verdediging uit 700 man Schotten, Walen, Engelsen en Fransen. Toen Berlaymont op 11 augustus voor Schoonhoven stond, vreesde hij dat hij door overstromingen gedwongen zou kunnen worden het beleg voortijdig op te moeten breken. Echter twee Spaansgezinde burgemeesters Aart van Gerritse en Gerrit van Couwenhoven van Schoonhoven, die de stad uit waren gejaagd wezen hun een veilige plek aan.

## Beleg en nasleep
De Berlaymont zette de belegering hierop door, en het garnizoen binnen Schoonhoven verdedigde zich dapper, maar moest zich op 24 augustus overgeven. Het garnizoen mocht eervol de stad verlaten met medeneming van bagage en wapens. Slechts tien burgers trokken met het garnizoen mee. De rest van de burgerij ontving Berlaymont met grote vreugde, 47 personen en geestelijken die daarvoor de stad uit waren gejaagd keerden terug. Twee weken later begon Berlaymont met zijn leger het Beleg van Woerden.